# Provinciaal Mausoleum der Politieke Gevangenen uit West-Vlaanderen

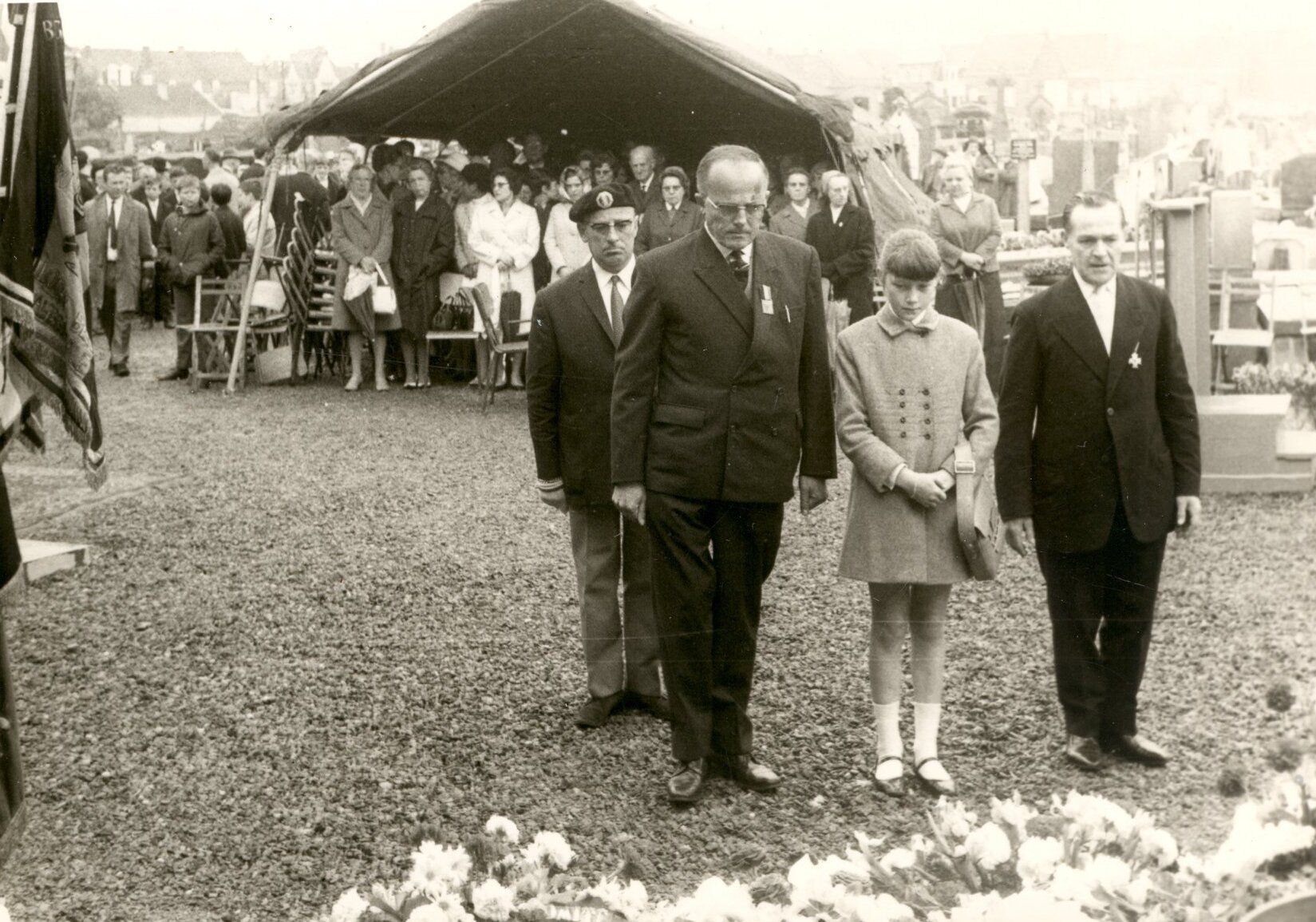
Op de foto ziet u drie van de drijvende krachten achter deze herdenking. Op de voorgrond staat Maurice Dupont, stichter met dochter Iris Dupont (rechts van hem). Rechts (naast Iris D.) Fernand Pauwels en links Josephe Boddaerd (links achter Maurice Dupont).

"Het Provinciaal Mausoleum van Politieke Gevangenen herdenkt de politieke gevangenen uit West-Vlaanderen uit de Tweede Wereldoorlog"
Het Provinciaal Mausoleum der Politieke Gevangenen uit West-Vlaanderen is een herdenkingsplechtigheid in Menen, West-Vlaanderen, dat werd opgericht ter nagedachtenis aan de Belgische politieke gevangenen die tijdens de Tweede Wereldoorlog door de Duitse bezetter werden gedeporteerd naar concentratiekampen. Van de veertien gedeporteerde Menenaars overleefden slechts vier de gruwelen van de concentratie- en vernietigingskamp.

## Inleiding
Maurice Dupont en Fernand Pauwels waren beide Belgische verzetsstrijders in de regio Zuid-West-Vlaanderen die tijdens de Tweede Wereldoorlog door de Duitse bezetter werden gearresteerd en naar concentratiekampen gedeporteerd. Ondanks de onmenselijke omstandigheden overleefden ze de kampen en keerden na de oorlog terug naar België. Samen namen ze het initiatief om het Provinciaal Mausoleum voor Politieke Gevangenen van West-Vlaanderen op te richten in Menen, dat in 1959 werd ingehuldigd.

## Geschiedenis

### Begin
Op 1 november 1957 werd opgericht door overlevenden Maurice Dupont en Fernand Pauwels. De vereniging kreeg de naam: "Herdenkingscomité van Provinciaal Mausoleum der Politieke Gevangenen van West-Vlaanderen". Ze kregen steun van lokale overheden zoals die van de provincie West-Vlaanderen en Stad Menen, en verschillende lokale en nationale organisaties zoals: het Geheim Leger, de weggevoerden en werkweigeraars, de Leopoldisten en Albertisten, de Weduwen en wezen van weggevoerden en nog veel meer.

### Plaats van bijeenkomst

Bloemenlegging (Kampappèl)

De zetel van deze vereniging bevond zich in het café "Het Paviljoen", gelegen in de Ieperstraat 73 te Menen. Dit café werd gekozen omdat de uitbaatster, Bertha Malfait, bij het verzet was geweest en eveneens een oud-politiek gevangene was. "Het Paviljoen" was ook het lokaal van diverse Menense vaderlandslievende verenigingen, zoals de oudstrijdersbond en dergelijke.
Het dient als een blijvend eerbetoon aan de slachtoffers uit de Duitse concentratiekampen (politieke gevangenen) en als waarschuwing voor toekomstige generaties over de gevolgen van onderdrukking en dictatuur.

### Eerste plechtigheid
De eerste plechtigheid (1959) van het Provinciaal Mausoleum der Politieke Gevangenen van West-Vlaanderen werd gehouden aan het monument op de oude stedelijke begraafplaats. Hier werd het monument ingehuldigd en is een jaarlijkse traditie van start gegaan. Erna volgde een bedevaart naar het monument op de groentemarkt waar vervolgens nog een receptie op het stadhuis volgde.

### Kampappèl
Het kampappèl is een onderdeel van de jaarlijkse plechtigheid, wat er gebeurt tijdens het kampappèl gaat als volgt:
- Tekst voorgelezen door de kleinkinderen, achterkleinkinderen en kinderen van politieke gevangenen.
- Afroeping van de namen van 18 concentratiekampen.
- Tijdens de afroeping van de namen leggen de kleinkinderen, achterkleinkinderen en kinderen van politieke gevangenen een roos neer op het monument voor elk van de 18 concentratiekampen die afgeroepen worden.

### Jaarlijkse traditie
Elk jaar op Vaderdag vond er een herdenkingsplechtigheid plaats bij het monument (hedendaags kan dit wat afwijken van Vaderdag). Een van de centrale onderdelen van deze ceremonie is (nog steeds) het 'kampappèl', waarbij een tekst wordt voorgelezen door de klein- en achterkleinkinderen van voormalige politieke gevangenen uit de Tweede Wereldoorlog over de gruwels van de concentratiekampen, na deze tekst worden de namen van achttien concentratiekampen worden afgeroepen en bloemen (hedendaags een roos) worden neergelegd voor elk van deze kampen, ook door de klein- en achterkleinkinderen van voormalige politieke gevangenen. Deze plechtigheid wordt bijgewoond door familieleden, overlevenden, vertegenwoordigers van de Belgische overheid, vertegenwoordigers van het lokaal bestuur, vertegenwoordigers van Defensie (België), buitenlandse diplomaten en bezoekers
Het mausoleum heeft niet alleen een historisch belang, maar ook een symbolische waarde als plaats van herinnering en reflectie. Het benadrukt het belang van verzet tegen onderdrukking en het doorgeven van de geschiedenis aan toekomstige generaties. Naast dit monument zijn er in België meerdere herdenkingsplaatsen die de slachtoffers van de Tweede Wereldoorlog eren, zoals het Fort van Breendonk en Kazerne Dossin.

## Hedendaags
Het Provinciaal Mausoleum der Politieke Gevangenen uit West-Vlaanderen in Menen blijft een belangrijke herdenkingsplaats. Jaarlijks vindt op (een van) de eerste zondag van juni (of vaderdag) een herdenkingsplechtigheid plaats ter ere van de Politieke slachtoffers uit de Tweede Wereldoorlog. Deze plechtigheid krijgt vele steun van Stad Menen, de provincie West-Vlaanderen, de Nationale vriendenkring Flossenbürg, de Koninklijke Maatschappij van de Dragers van de Eretekens en Medailles van België (regionale afdeling Kortrijk)...
Het mausoleum, gelegen achteraan op de Oude Stedelijke Begraafplaats (parkbegraafplaats) in de Zandputstraat en Ieperstraat, deze wordt onderhouden en ondersteund door de provincie West-Vlaanderen en stad Menen. De begraafplaats en het monument blijven toegankelijk voor bezoekers die het willen bezoeken en stilstaan bij de geschiedenis en de offers van de politieke gevangenen en gedeporteerden tijdens de Tweede Wereldoorlog
Naast de jaarlijkse herdenkingen zijn er ook initiatieven zoals de plaatsing van struikelstenen in Menen, Lauwe en Rekkem, waarmee men eer betoont aan de slachtoffers en hun verhalen levend houdt. Of wandelingen met scholen door menen en de rol van Menen tijdens de Tweede Wereldoorlog uitleggen. En ook een toneel, "Oorlog in Menen". Deze inspanningen onderstrepen het blijvende belang van het mausoleum als symbool van herinnering en bewustwording.

## Programma
Het programma van de herdenkingsplechtigheid bij het Provinciaal Mausoleum der Politieke Gevangenen uit West-Vlaanderen gaat als volgt:                                            (dit programma is een algemeen programma van de afgelopen jaren, dit is dus niet precies! Dit kan per plechtigheid (een beetje) verschillen!)
- 09:45: Aankomst van de personaliteiten en uitgenodigden
- 10:00: Start van de herdenkingsplechtigheid
- 10:05: Aankomst van de fakkels van Flossenbürg en de provincie West-Vlaanderen
- 10:10: Aansteking van de fakkels van Flossenbürg en de provincie West-Vlaanderen
- 10:20: Speech door de voorzitter van de herdenkingsplechtigheid van het Provinciaal Mausoleum
- 10:25: Speech door de Burgemeester van de stad Menen
- 10:35: Heising van de Belgische vlag ("groet aan de vlag")
- 10:40: Kijk van de jeugd op de wereld (tiener die een tekst voorleest over zijn kijk op de (moderne) wereld)
- 10:55: Kampappel (een tekst over de gruwelen van de concentratiekampen, voorgelezen door achterkleinkinderen van Politieke gevangenen,                                                                                    en bloemenlegging (roos) door de achterkleinkinderen van Politieke gevangenen)
- 11:05: Minuut stilte, in herdenking van de slachtoffers in de concentratiekampen
- 11:20: Bloemenlegging door de personaliteiten, uitgenodigden en familieleden
- 11:30: Brabançonne (Belgisch Volkslied)
- 11:35: Doven van de fakkels van de provincie West-Vlaanderen en het concentratiekamp Flossenbürg
- 11:40: Groet van de vlaggendragers (of vlaggenstoet) aan het mausoleum
- 11:45: Einde van de herdenkingsplechtigheid (en het tekenen van het huldeboek)

## Monument

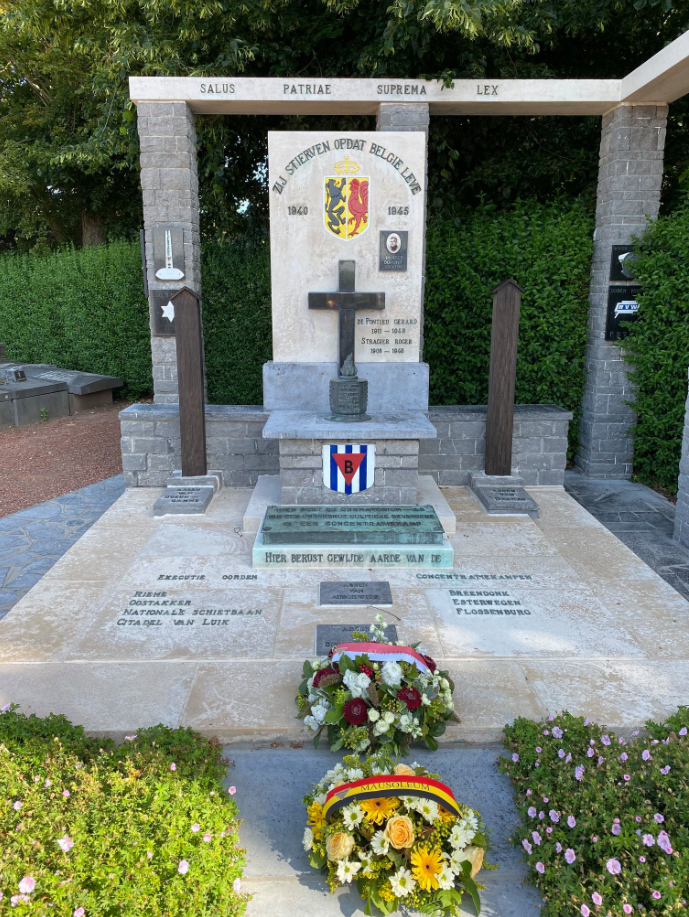
Foto het monument (tekst te zien van de voorkant op het monument)

### Goedkeuring van het monument
Op 18 januari 1958 stuurde Maurice Dupont een brief naar (toenmalig) burgemeester René Gombert met de vraag om een stuk grond op de oude stedelijke begraaplaats in Menen, voor de oprichting van een Mausoleum ter beschikking te stellen. Het stuk grond dat ze op ogen hadden lag op het einde van het kerkhof, met een oppervlakte van 20 vierkante meter (4 op 5 meter) Op 6 maart 1958 volgde een goedkeuring van de stad Menen. Het monument zou eigendom worden van het herdenkingscomité maar de grond zou echter eigendom blijven van stad Menen.

### Geldinzameling
Vanaf de goedkeuring van Stad Menen werden uiteenlopende initiatieven georganiseerd. Door het verkopen van steunkaarten, vragen om subsidies bij verschillende West-Vlaamse gemeenten, collectes en het organiseren van filmavonden probeerde men fondsen te werven. In het archief van het comité werd zelfs een voorstel gedaan om een dertigtal duiven te verkopen om geld in te zamelen. De bestuursleden, hun kinderen en enkele sympathisanten offerden heel wat van hun vrije tijd op voor deze initiatieven tot werkelijkheid te stellen. Er werd ook een oproep gedaan in de krant om deze geldinzameling gewaar te maken bij de Menense bevolking.

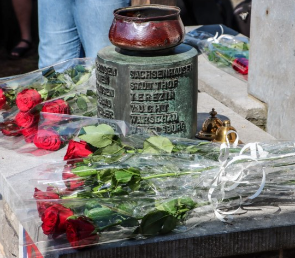
De Kelk (met rozen van het Kampappèl)

### Bouw van het monument
De bouw van het mausoleum werd gedaan door de gebroeders Vandewalle. Charles Vandewalle (een van de gebroeders die het monument bouwde) was secretaris van de weggevoerden afdeling Menen. Het ontwerp en de ideeën van het monument waren vooral getekend en ontworpen door Maurice Dupont, maar er werd wel hulp ingeschakeld van een architect.  De bouw van het monument verliep in verschillende fasen:
1. Eerst werden 3 kelders voor elk 2 plaatsen gebouwd, waar elk 2 mensen konden begraven worden (prijs 6.250 fr)
2. Daarna werd het praalgraf witsteen (Vaurion) geplaatst (betonwerk prijs 83.933 fr, letters prijs 2.200 fr en de vlaggenmast 1.000 fr)

### Kelk en doos voor crematoriumas
Er werd informatie ingewonnen bij verschillende verenigingen en werkplaatsen. Uiteindelijk werd gekozen voor "Pascal Norga", een koper- en bronsgieterij uit Etikhove, die ook gespecialiseerd was in grafstedenkunst. Beide stukken werden ontworpen door Maurice Dupont. Op de kelk staan de namen van 19 concentratiekampen vermeld. Deze kelk kan gevuld worden met 5 liter petroleum. Tijdens de plechtigheid wordt een waakvlam aangestoken. Op de kelk staat een deksel met een bronzen vlam. Op het deksel van de doos voor de crematoriumassen staat er: "Hier rust de crematoriumas van een onbekende politieke gevangene in een concentratiekamp".

## Bestuur
Het bestuur van het Herdenkingscomité van politieke gevangenen uit de Tweede Wereldoorlog:
|                 | 1957 - 1964         | 1964 - 1985          | 1985 - 1997          | 1997 - 1998          | 1998 - Nu       |
| --------------- | ------------------- | -------------------- | -------------------- | -------------------- | --------------- |
| Voorzitter      | Maurice Dupont      | Maurice Dupont       | Georgette de Pontieu | Georgette de Pontieu | Yves Dupont     |
| Ondervoorzitter | Roger Vandenginste  | Georgette de Pontieu | Yves Dupont          | Yves Dupont          | Gilbert Pauwels |
| Secretaris      | Oscar Vanlandeghem  | Oscar Vanlandeghem   | Hendrik Rivière      | Hendrik Rivière      | Hendrik Rivière |
| Schatbewaarder  | Urbain Vanlandeghem | Urbain Vanlandeghem  | Urbain Vanlandeghem  | Bjorn Rivière        | Bjorn Rivière   |
| Gewone leden    | 3                   | 3                    | 2                    | 1                    | 5               |

### Maurice Dupont
Maurice Dupont (stichter van het herdenkingscomité) was een oud Politiek gevangene tijdens de Tweede Wereldoorlog, overleefde 3 jaar in vershillende gevangenissen en concentratiekampen (gevangenis van Kortrijk, Brugge, St-Gillis, Gross Strelitz, Laband en Hameln, en de concentratiekampen van Esterwegen, Buchenwald en Flossenbürg) en overleefde 2 dodenmarsen. Maurice ontsnapte bij de tweede dodenmars (Flossebürg naar Dachau) toen wegliep in de velden rond het stadje Rötz En vond een schuilplaats bij landbouwgezin Reitinger. Maurice was de stichter van het herdenkingscomité en de drijvende kracht achter de herdenking. Maurice was voorzitter van het herdenkingscomité van 1 november 1957 tot zijn overlijden op 23 October 1985.

### Georgette de Pontieu
Georgette de Pontieu (voormalig voorzitter van het herdenkingscomité) was de vrouw van Gerard de Pontieu, Gerard was een politiek gevangene die begraven licht in het monument van het Mausoleum. Georgette werd ondervoorzitter na het overlijden van Roger Vandenginste in 1964, en werd voorzitter na het overlijden van Maurice Dupont in 1985. Mevrouw de Pontieu overleed in 1998 en Yves Dupont (zoon van Maurcie Dupont) volgde haar op als voorzitter.

### Yves Dupont
Yves Dupont was de zoon van Maurice Dupont, Yves werd voorzitter van het herdenkingscomité na het overlijden van mevrouw Georgette de Pontieu (voormalig voorzitter) in 1998, en is voorzitter tot op vandaag de dag.

## Foto's

### Hedendaagse foto's (2022 - 2024)

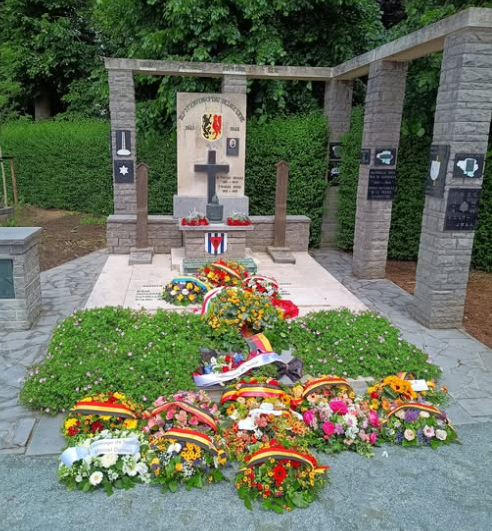
Bloemen bij het monument
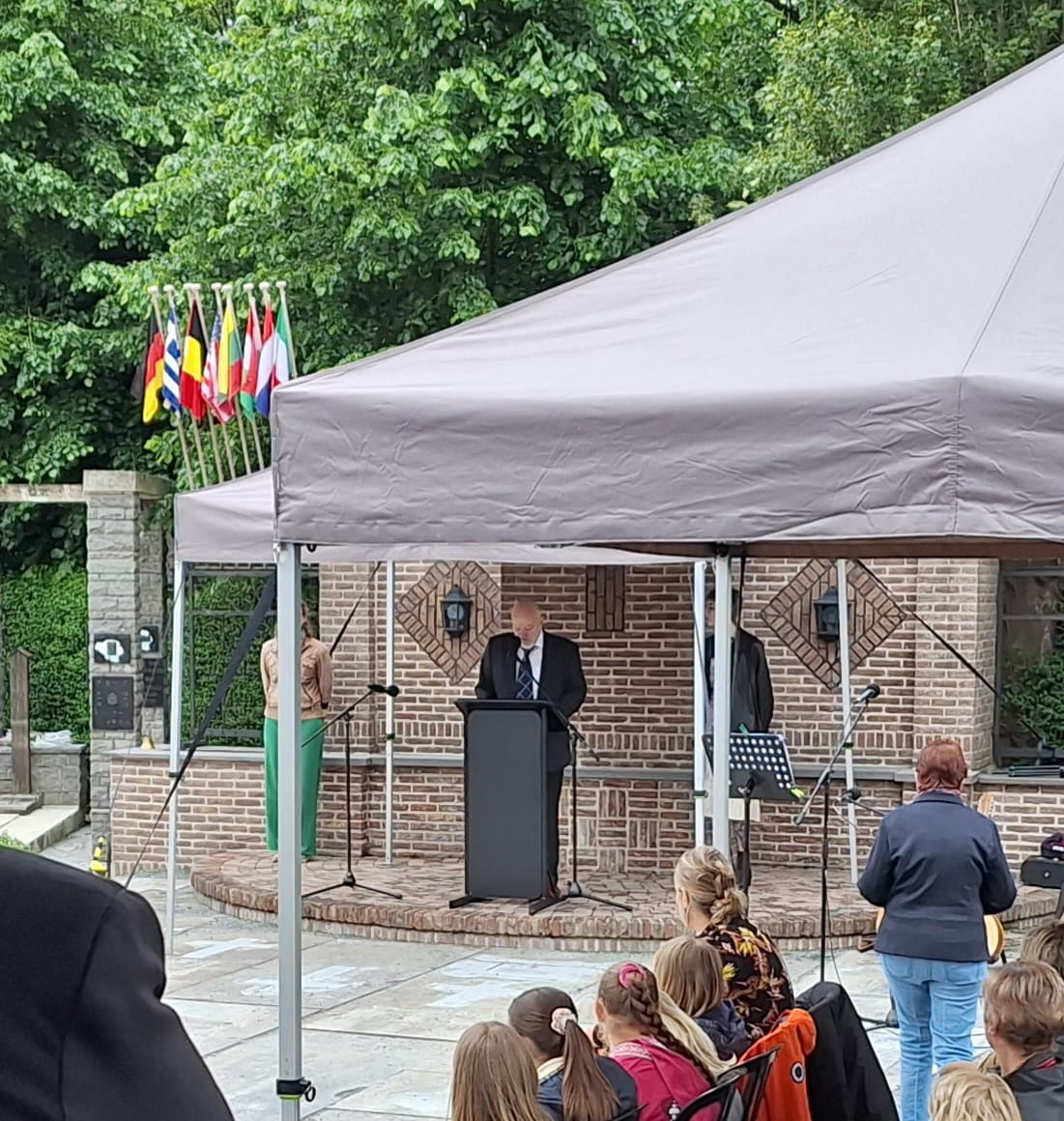
Speech door de voorzitter van het mausoleum
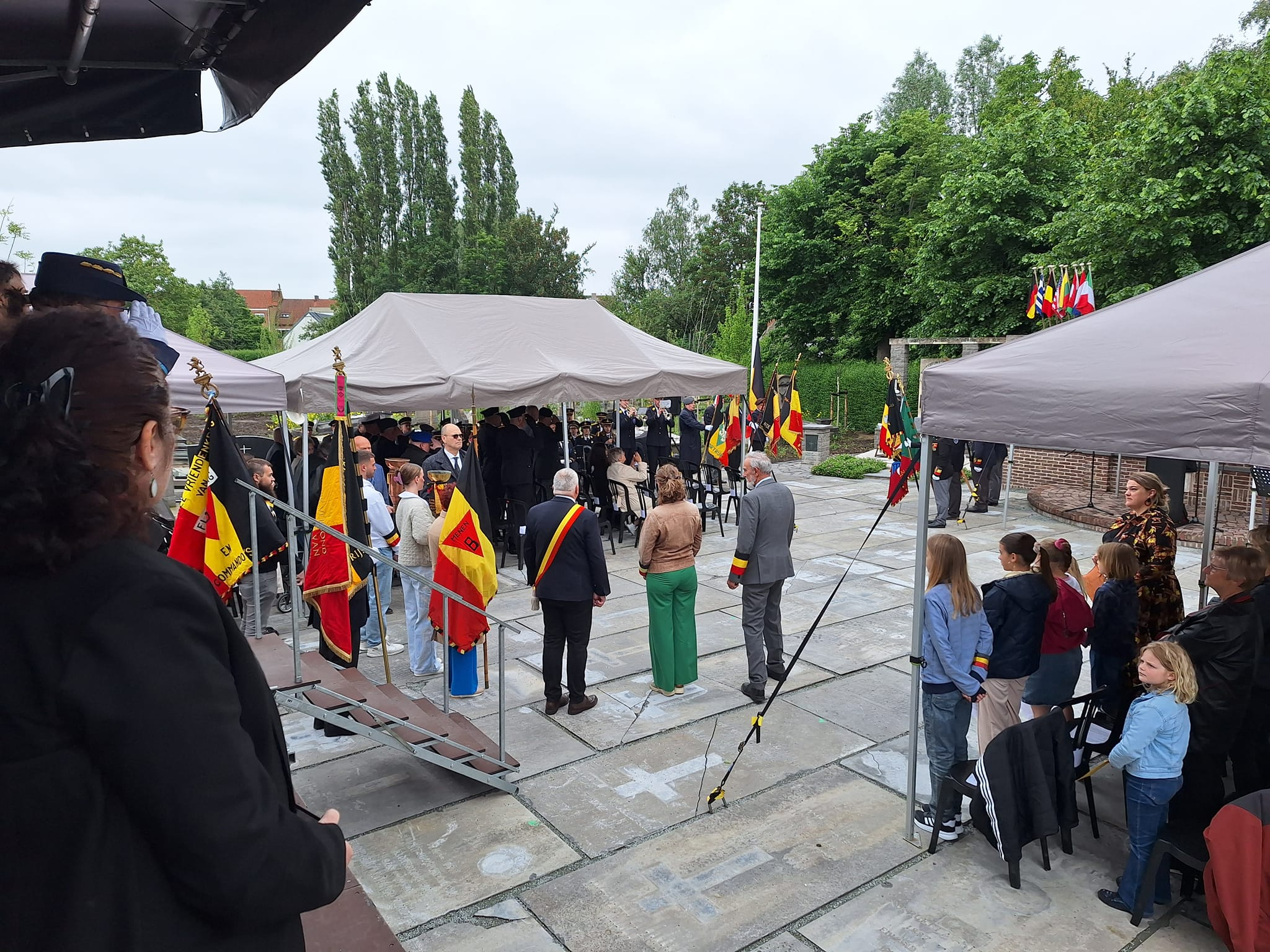
aankomst van de fakkels
aansteking van de fakkels
aansteking van de fakkel van de provincie           (burgemeester Menen)
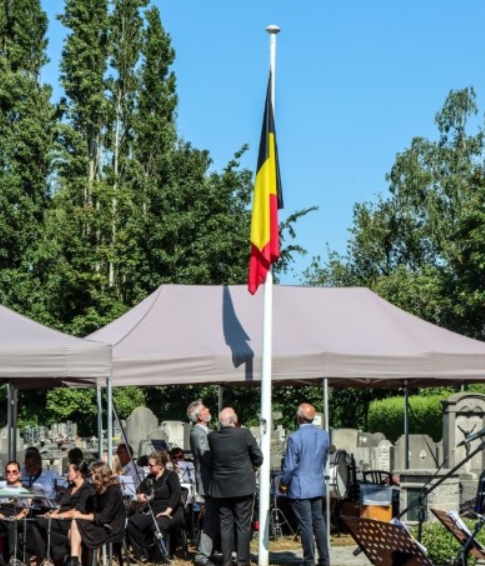
Heising van de Belgische vlag
Bloemenlegging door de  achterkleinkinderen (kampappèl)
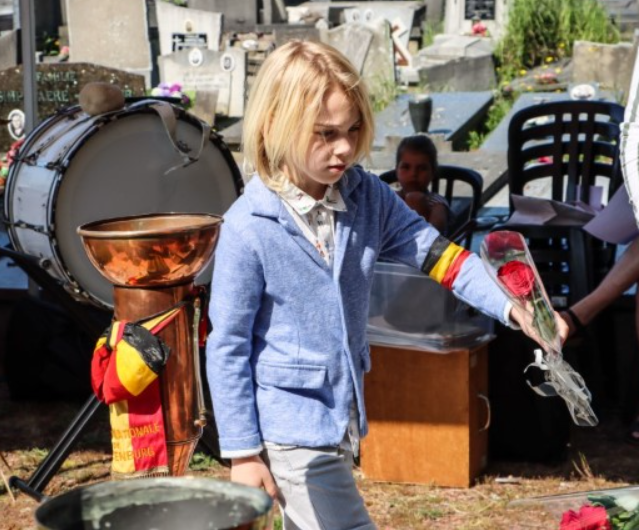
Bloemenlegging door de achterkleinkinderen (kampappèl)
Bloemenlegging in naam van Defensie (België)
Bloemenlegging in naam van de provincie West-Vlaanderen
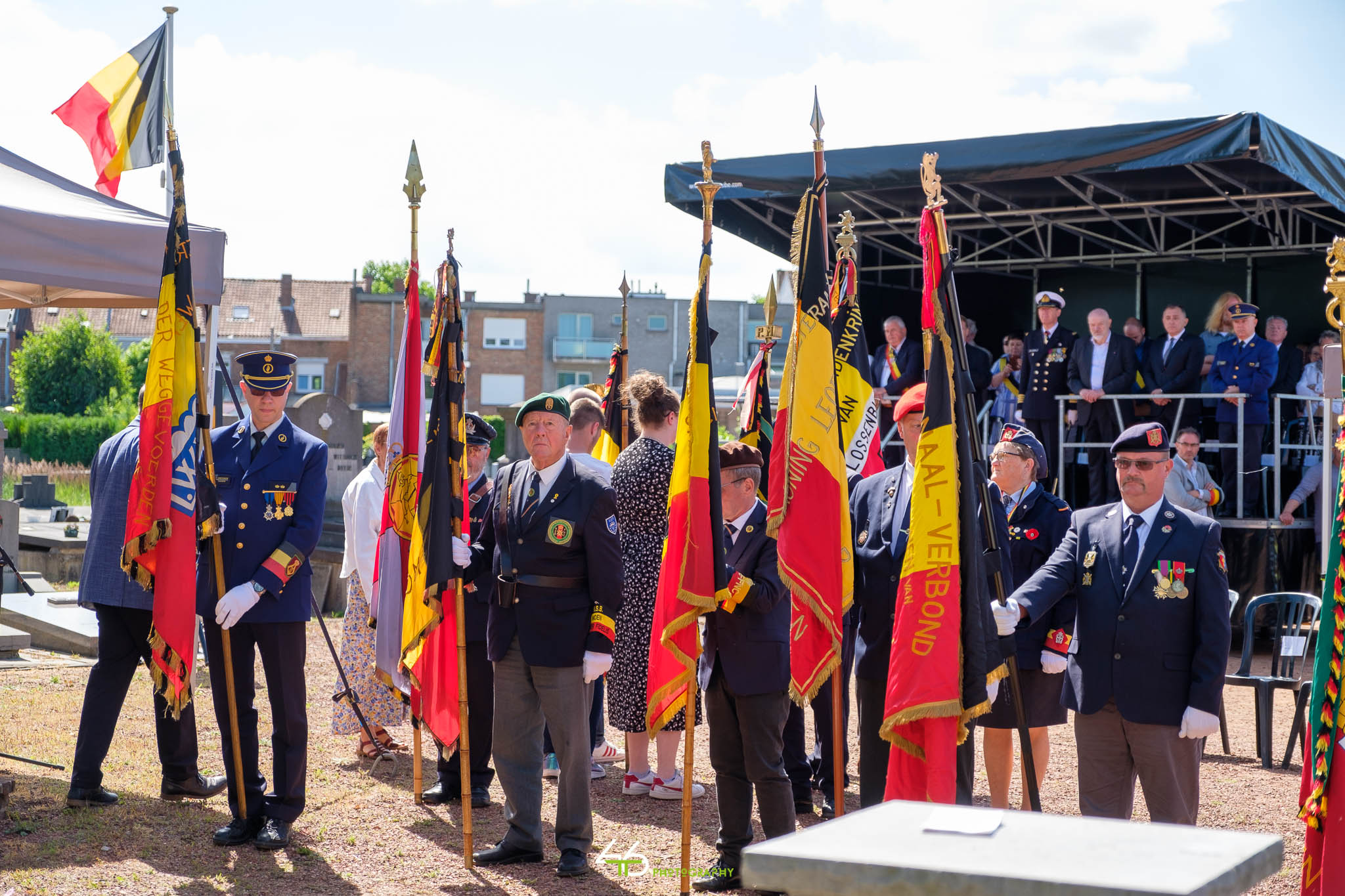
Groet van de vlaggendragers aan het monument
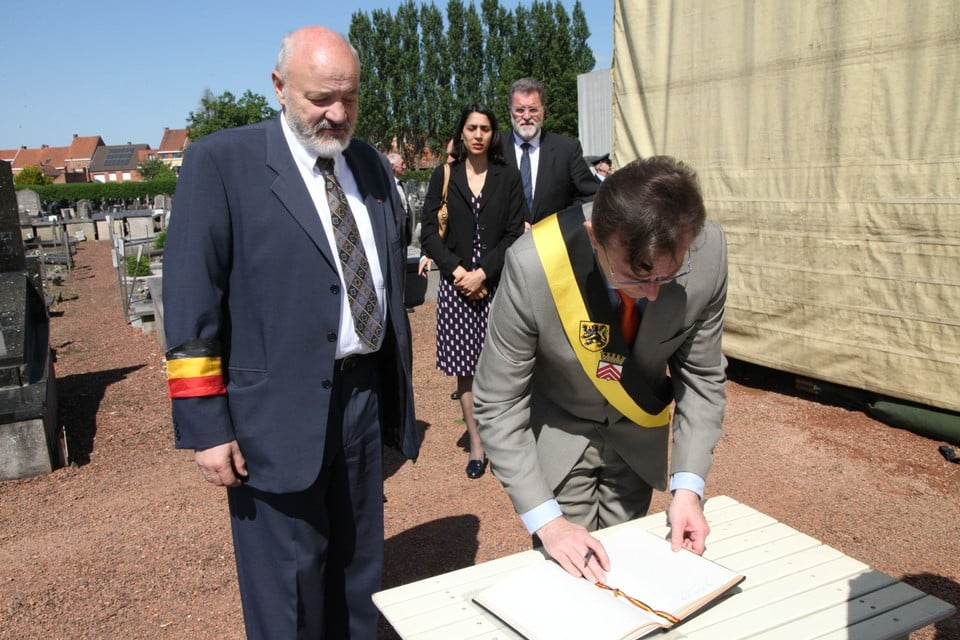
tekenen van huldenboek

### Foto's vroeger

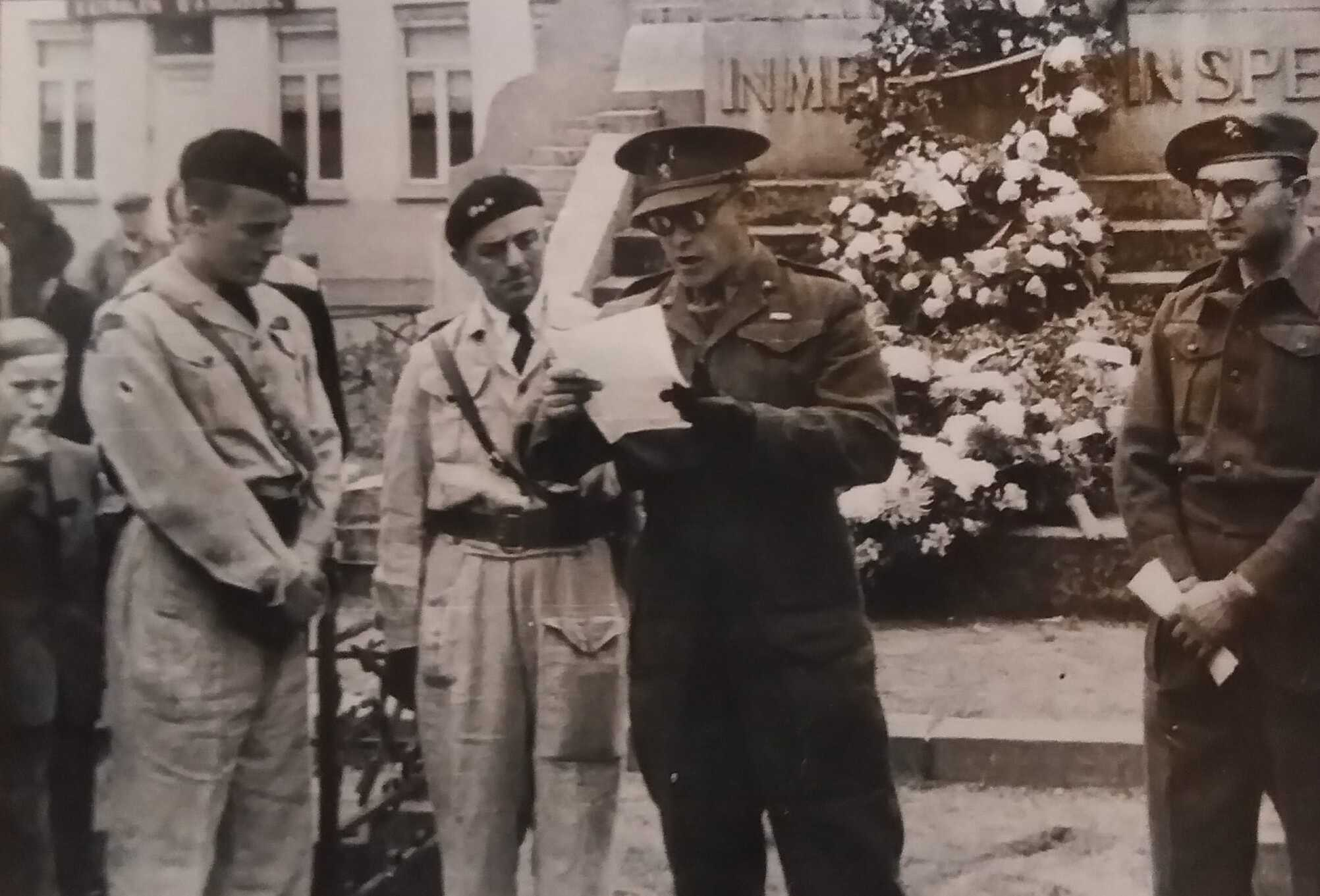
Eerste plechtigheid (Grote mark)
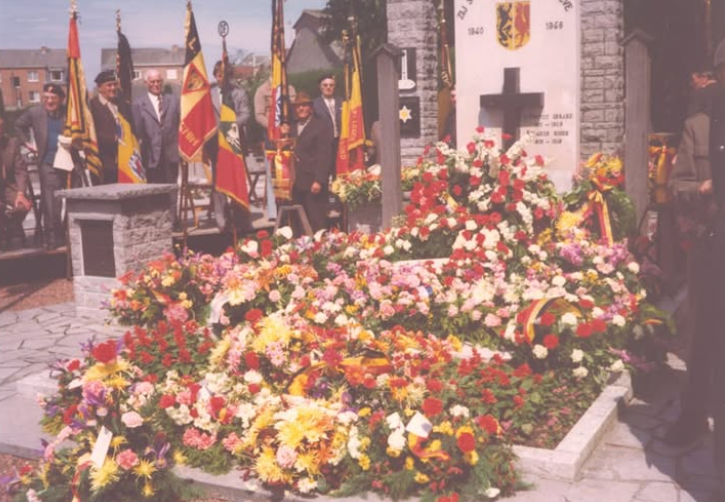
Bloemen bij het monument
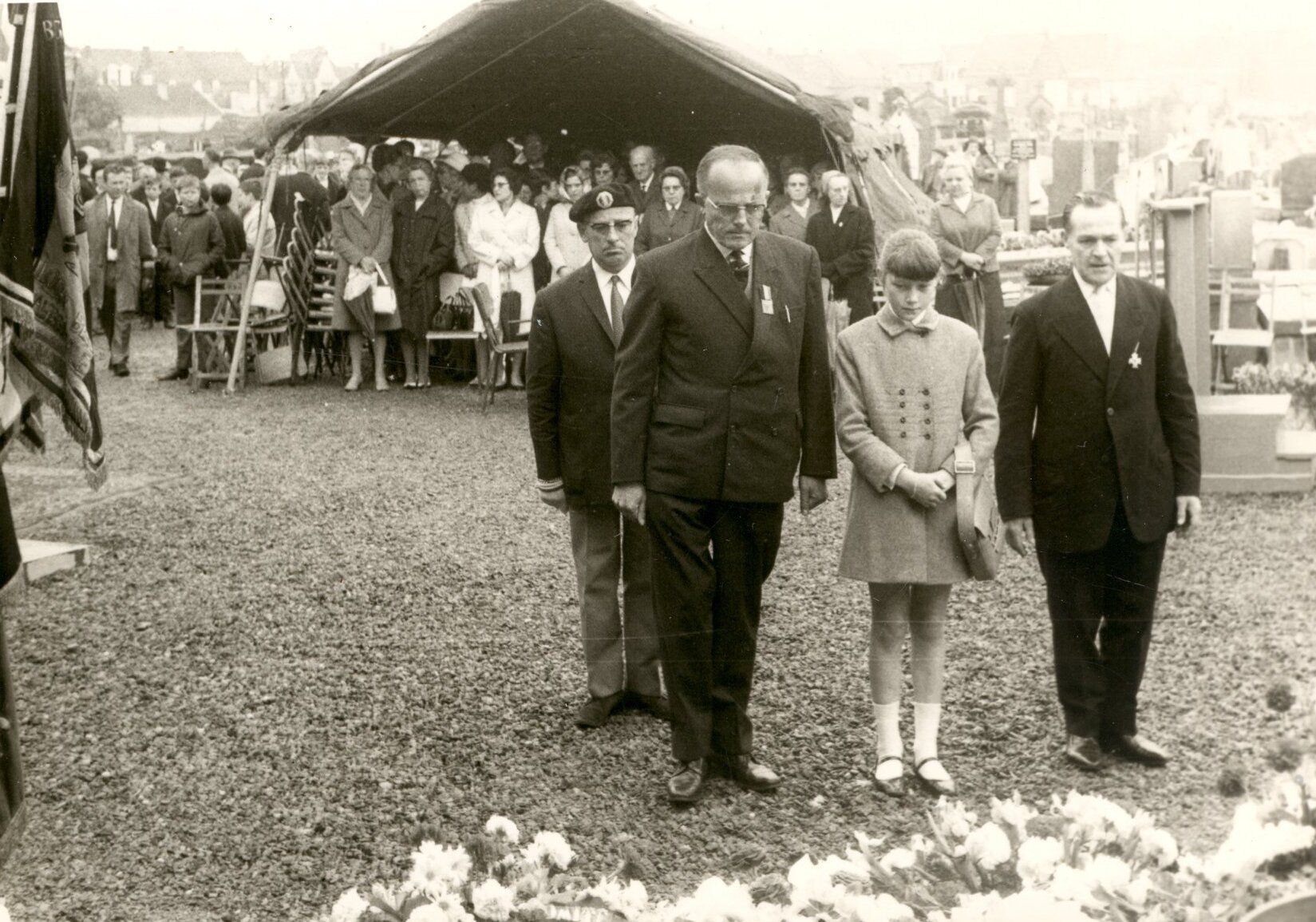
Bloemenlegging door de politieke gevangenen
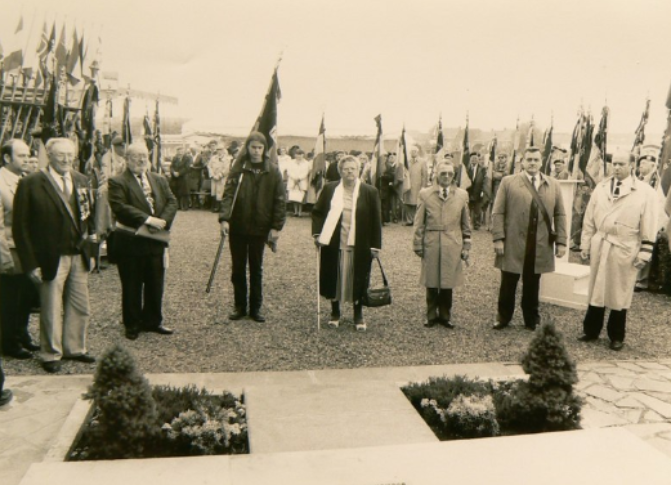
Bloemenlegging door familieleden
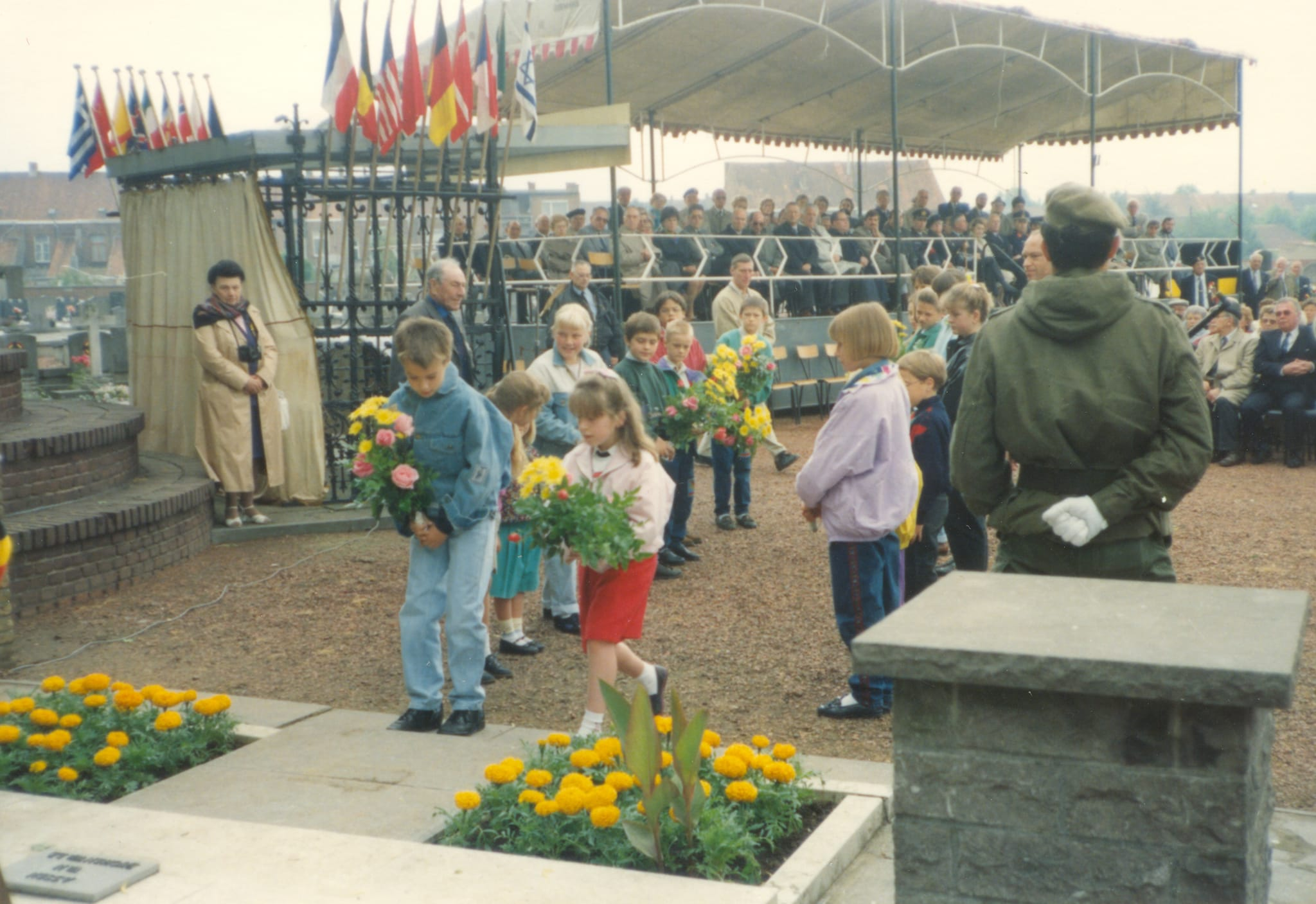
Bloemenlegging door de kleinkinderen (Kampappèl)

## Voetnoten
1. ↑  https://www.facebook.com/photo/?fbid=2055696401383024&set=a.1931920140427318
2. 1 2 3 4  https://www.menen.be/toerisme/provinciaal-mausoleum
3. ↑  https://kw.be/nieuws/samenleving/64ste-herdenking-voor-politieke-gevangenen/?utm_source=chatgpt.com
4. ↑  boek 40 jaar mausoleum (boek heemkundige kring menen)
5. 1 2  https://kw.be/nieuws/samenleving/herdenkingsplechtigheid-voor-politieke-gevangenen-wordt-ingekort/?utm_source=chatgpt.com
6. ↑  https://kw.be/nieuws/samenleving/64ste-herdenking-voor-politieke-gevangenen/
7. ↑  https://www.facebook.com/milcomdowvl/posts/aan-het-provinciaal-mausoleum-van-politieke-gevangenen-te-menen-vond-op-2-juni-d/770881668568461/
8. ↑  https://kmvdembkortrijk.be/Krantje111.pdf?utm_source=chatgpt.com
9. ↑  https://kmvdembkortrijk.be/agenda.html
10. ↑  https://www.nieuwsblad.be/cnt/blcde_20110515_005
11. ↑  https://www.menen.be/parkbegraafplaats
12. ↑  https://www.vrt.be/vrtnws/nl/2021/11/18/in-menen-vertelt-een-struikelsteen-het-verhaal-van-de-joodse-giz/
13. ↑  https://www.menen.be/fotoalbum/struikelstenen-grote-markt